# دیوید تیاک
دیوید تیاک (انگلیسی: David Tyacke; ۱۸ نوامبر ۱۹۱۵ – ۱۰ فوریهٔ ۲۰۱۰) یک افسر ارشد ارتش بریتانیا بود. آخرین سمت او افسر کل فرمانده ناحیه سنگاپور بود. او پیش از ادغام گردان اول پیاده نظام سبک دوک کورنوال با پیاده نظام سبک سامرست و کورنوال، آخرین افسر فرمانده آن گردان بود.